# Eustáquio van Lieshout
Eustáquio van Lieshout SS.CC., nascido Hubertus van Lieshout (Laarbeek, 3 de novembro de 1890 — Belo Horizonte, 30 de agosto de 1943), foi um presbítero neerlandês membro da Congregação dos Sagrados Corações. Padre Eustáquio, como ficou conhecido, foi beatificado em 15 de junho de 2006 pela Igreja Católica.

## Biografia

### Família

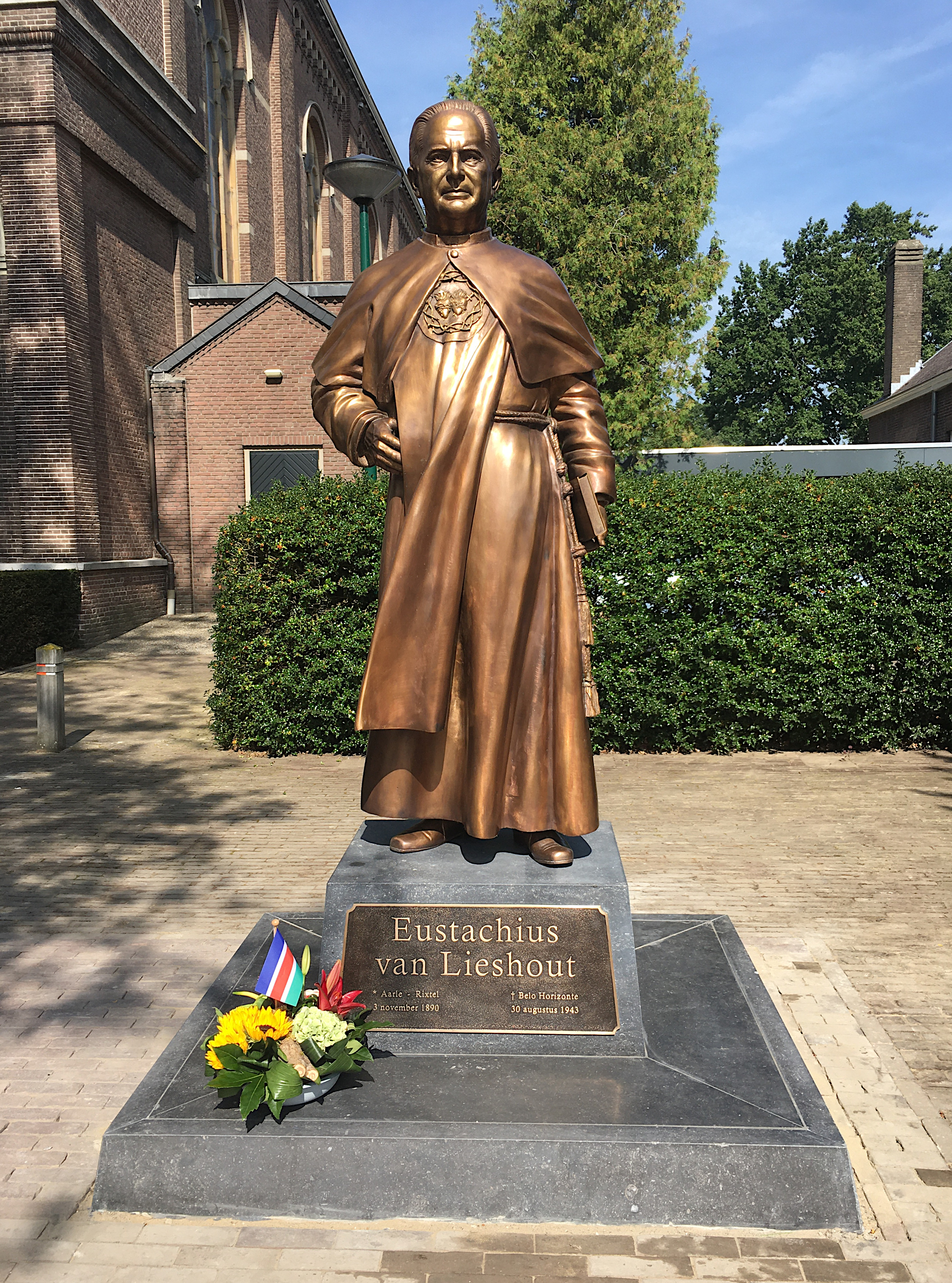
Estátua do padre Eustáquio em Aarle-Rixtel

Batizado no dia de seu nascimento, Hubertus van Lieshout veio ao mundo em 3 de novembro de 1890 no distrito de Aarle-Rixtel, em Laarbeek, Países Baixos. Pertencia a uma família de agricultores católicos. Tinha dez irmãos, sendo filho do casal Elizabete van den Meulenhof e Guilherme van Lieshout.

### Vocação
Em 1903, foi matriculado na escola de latim de Gemert e, em 1905, foi transferido para a Congregação dos Sagrados Corações. Seis anos depois, em 10 de dezembro de 1913 iniciou seu noviciado. No dia 27 de janeiro de 1915, fez sua profissão temporária de votos 
de pobreza, castidade e obediência e, em 18 e março de 1918, a profissão solene, tornando-se oficialmente um membro da congregação. Na ocasião, adotou por nome religioso Eustáquio, por assim sendo mais conhecido.
Após a conclusão de seus estudos teológicos, no dia 10 de agosto 1919 recebeu o sacramento da Ordem, tornando-se padre pela Diocese de Breda. Logo depois, foi designado para ser o pároco nas cidades de Maassluis e Roelofarendsveen na província de Holanda do Sul. Quatro anos depois, Eustáquio foi agraciado com a Ordem de Leopoldo por seu trabalho com refugiados belgas pelo rei da Bélgica, Alberto I.
Atendendo um chamado de seu superior, o padre Eustáquio van Lieshout veio como missionário ao Brasil em 1925. No dia 15 de julho de 1925, Padre Eustáquio e seus irmãos de Congregação chegaram em Romaria, no Triângulo Mineiro, onde assumiram a pastoral do santuário episcopal e da paróquia de Nossa Senhora da Abadia de Água Suja e das paróquias de São Miguel de Nova Ponte e Santana de Indianópolis, todas na então Diocese de Uberaba. A padre Eustáquio, coube a função de vigário paroquial com prioridade de serviços de atendimento às comunidades da sede   paroquial de Nova Ponte e de todas as suas capelas. Em 26 de março de 1926, tornou-se reitor do Santuário de Nossa Senhora da Abadia, pároco das três paróquias citadas e da paróquia de Iraí de Minas e assumiu, também, as responsabilidades de conselheiro da Congregação dos Sagrados Corações de Jesus e Maria no Brasil.
Em 1935 padre Eustáquio assumiu a paróquia Nossa Senhora de Lourdes, em Poá, SP, que à época fazia parte da Arquidiocese de São Paulo. Lá ele construiu uma gruta em honra de Nossa Senhora de Lourdes e disponibilizou água benta misturada com a água que ele mesmo trouxera da França em sua peregrinação a Lourdes durante as férias na Holanda em 1935. Depois que a água acabou ele mesmo dava as bênçãos. A partir daí começam os relatos de milagres e muitas graças alcançadas.

### Missionário da Saúde e da Paz
Padre Eustáquio foi um nome ligado à história de Belo Horizonte, à fé do povo mineiro e a muitas ações de solidariedade.
Em 7 de abril de 1942, padre Eustáquio foi transferido para Belo Horizonte. Chegou na capital mineira sem alarde, já que era nacionalmente venerado como santo e taumaturgo. Porém, a despeito da discrição, logo nos primeiros dias muitas pessoas o procuraram pedindo bênçãos e curas, na capela Cristo Rei, no bairro Celeste Império.
Em 9 de setembro de 1942, o então prefeito da capital, Juscelino Kubitscheck, que se considerava beneficiado por milagre conseguido por intercessão do padre Eustáquio, doou à paróquia um terreno onde foi construída a Igreja dos Sagrados Corações, cuja pedra fundamental foi abençoada por Dom Antônio dos Santos Cabral. Nesse dia, após a cerimônia, padre Eustáquio disse a alguns membros da comissão pró-construção da matriz: "Não verei o fim da guerra. Comecei a igreja, mas não a terminarei".

### Últimos dias
Em 1943, de 18 a 21 de agosto, durante o retiro que pregava às alunas do Colégio Sagrado Coração de Jesus, em Belo Horizonte, padre Eustáquio demonstrou aparência abatida e cansaço. No dia seguinte, repousou em seu quarto, febril e trêmulo. Na manhã do dia 23, ainda febril e mais abatido, dirigiu-se à igreja, como fazia todos os dias, para rezar a missa. Ao final, dirigiu-se à sacristia, onde se sentou em um banco e desfaleceu. Os médicos Américo Souza Gomes, Olinto Orsini de Castro, Alfredo Balena e Otávio Coelho Magalhães o examinaram, mas não houve dúvida no diagnóstico: tifo exantemático, devido a uma picada de carrapato.
Padre Eustáquio permaneceu ali, rezando, embora dissesse que não sobreviveria. Recebeu o sacramento dos enfermos, mas chamava ansiosamente pelo amigo padre Gil. Enquanto o aguardava, fez a renovação dos votos religiosos, pressentindo que a morte estava perto. As freiras, os médicos e os enfermeiros emocionaram-se vendo seu olhar irradiar-se quando ele repetia cada palavra da seguinte fórmula que o padre Hermenegildo lhe ditava, com lentidão e clareza: "Eu, Eustáquio, conforme as Constituições, Estatutos e Regras, renovo os meus votos de pobreza, castidade e obediência como irmão da Congregação dos Sagrados Corações de Jesus e Maria, em cujo serviço quero viver e morrer. Em nome do Pai, do Filho e do Espírito Santo". Depois, a sós com seus dois confrades, disse em tom de alívio e de espera: "Graças a Deus, estou pronto! Mas como demora o padre Gil!"
No dia 30 de agosto, padre Gil conseguiu chegar para ver o amigo. Vendo-o à porta, padre Eustáquio, em esforço heroico, tentou erguer-se do leito. Com voz serena, disse-lhe: "Padre Gil, graças a Deus!" e desfaleceu-se, derradeiramente. No dia seguinte, Belo Horizonte amanheceu de luto: estava junto de Deus aquele que trazia Deus para junto de sua gente.

## Beatificação

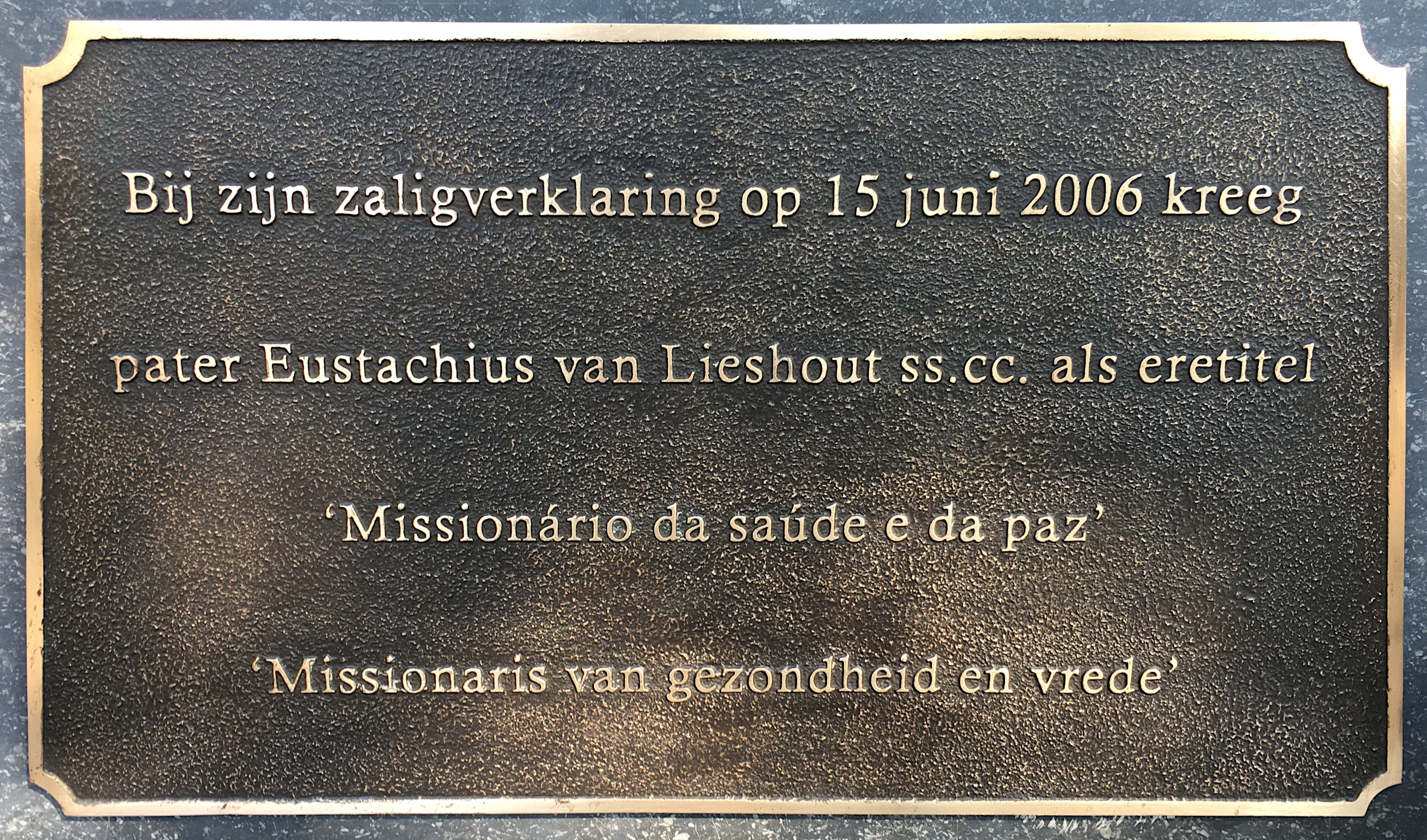
Placa comemorativa da beatificação de Eustáquio van Lieshout

Após sua morte, foi atribuída a ele a cura de um câncer de um devoto, constatada clinicamente e comprovada cientificamente. Esse relato consta no processo para sua beatificação, iniciado em 1997. Outros casos de curas e milagres também são relatados por várias pessoas. 
A cerimônia de sua beatificação aconteceu ao dia 15 de junho de 2006, durante a 12ª Torcida de Deus, no estádio Mineirão, em Belo Horizonte. A cerimônia foi presidida por Dom José Cardeal Saraiva Martins, representante do Papa Bento XVI, sendo co-celebrada por Dom Walmor Oliveira de Azevedo, Arcebispo de Belo Horizonte.